# NGC 6532
NGC 6532 est une galaxie spirale située dans la constellation du Dragon. Sa vitesse par rapport au fond diffus cosmologique est de 5 405 ± 10 km/s, ce qui correspond à une distance de Hubble de 79,7 ± 5,6 Mpc (∼260 millions d'al). NGC 6532 a été découverte par l'astronome américain Edward Swift en 1886.
La classe de luminosité de NGC 6532 est III et elle présente une large raie HI. Elle renferme également des régions d'hydrogène ionisé.
En raison d'une brillance de surface égale à 14,42 mag/am2, on peut qualifier NGC 6532 de galaxie à faible brillance de surface (LSB en anglais pour low surface brightness). Les galaxies LSB sont des galaxies diffuses (D) avec une brillance de surface inférieure de moins d'une magnitude à celle du ciel nocturne ambiant.
À ce jour, sept mesures non basées sur le décalage vers le rouge (redshift) donnent une distance de 71,343 ± 4,673 Mpc (∼233 millions d'al), ce qui est à l'intérieur des valeurs de la distance de Hubble.